# Estadio Isidro Roussillón Pascottini
El Estadio Isidro Roussillón Pascottini es un estadio de fútbol de Paraguay que se encuentra ubicado en la ciudad de Villa Hayes. En este escenario, que cuenta con capacidad para unas 5000 personas, hace las veces de anfitrión el equipo de fútbol del club Benjamín Aceval.
Ya que el club Benjamín Aceval debía participar en la División Intermedia en la temporada 2008 se amplió la capacidad del estadio a 5000 personas entre otras mejoras.